# Clubiona campylacantha
Clubiona campylacantha là một loài nhện trong họ Clubionidae.
Loài này thuộc chi Clubiona. Clubiona campylacantha được Pakawin Dankittipakul miêu tả năm 2008.